# 경주 불국사 삼층석탑

석가탑 각부의 명칭

경주 불국사 삼층석탑(慶州佛國寺三層石塔)은 대한민국 경상북도 경주시 불국사에 있는, 남북국 시대 신라의 삼층석탑이다. 원래 이름은 석가여래상주설법탑(釋迦如來常住設法塔)이며 흔히 줄여서 석가탑(釋迦塔)이라고도 한다. 아사달과 아사녀의 전설에서 따 무영탑(無影塔)이라고 부르기도 한다. 불국사 대웅전 앞뜰에 다보탑과 나란히 서 있으며, 대한민국의 국보 제21호로 지정되어 있다.

## 개요
이 탑은 일반적으로 751년(경덕왕 10년) 무렵 김대성이 불국사를 중수할 무렵에 세워졌다고 추정하고 있지만, 742년에 완성되었다는 주장도 있다. 또한 이 탑은 고려 초에 일어난 지진 때문에 1024년과 1038년에 중수되었다.
높이 10.75m. 신라의 전형적인 석탑 양식을 대표하는 가장 우수한 예이며, 2층 기단 위에 3층의 탑신과 상륜부가 있는데 각 부분의 체감비율이 적당하며 간결하다. 상·하 기단의 각 면에는 우주와 탱주가 각각 2개씩 새겨져 있고 다른 조각은 없다. 탑신을 받치는 갑석은 4매의 돌로 되어 있는데 아래에는 부연(附椽)이 있고, 윗면은 경사가 져 있으며 2단의 탑신 굄이 있다. 탑신부의 옥신석(屋身石)과 옥개석(屋蓋石)은 각각 하나의 돌로 되어 있으며 옥신에는 우주가 새겨져 있을 뿐이다. 옥개석의 층급받침은 5단이며 그 위에는 2단의 옥신받침이 있다. 상륜부는 노반(露盤)·복발(覆鉢)·앙화(仰花)만 남아 있었는데 1973년 실상사 삼층석탑의 상륜부를 본따 없어진 부분을 더하여 현재의 모습이 되었다. 이 탑의 특이한 점은 탑 주위에 장방석을 돌려서 형성한 탑구(塔區)에 연꽃무늬를 조각한 팔방금강좌(八方金剛座)가 있는 것과 탑의 기단부를 자연석이 받치고 있는 것 등이다. 그 구조법이 지금도 눈에 뜨인다. 탑의 기단 아래 노출되어 있는 바위가 암좌이다. 들여다보면 그렝이한 부분이 보인다. 이는 유례가 드물며, 주목할 만한 것이다. 해체 수리 때 2층 옥신의 사리공에서 사리함과 여러 개의 장엄구가 발견되었다.
2층 기단의 웅대함과 탑의 아름다움이 잘 조화되어 당대의 대표적 작품으로 손꼽힌다.

## 설화
석가탑은 그림자가 비치지 않는 탑, 무영탑이라고도 불리는데, 이것은 석가탑을 지은 백제의 석공 아사달을 찾아 신라의 서울 서라벌에 온 아사녀가 남편을 만나지도 못한 채 연못에 몸을 던져야 했던 전설이 있다. 이 탑을 창건할 때 신라보단 건축기술에 있어서 앞선 백제의 아사달이라는 유명한 석공을 초빙해서 공사를 했다. 온 신라의 많은 석공들을 제치고 이 공사를 맡게 된 아사달은 돌을 다듬고 깎아 탑을 세우는 일에 몰두했다. 한편 아사달의 아내 아사녀는 남편이 그리워 신라 땅 경주 불국사까지 찾아오게 된다. 하지만, 부정한 여자의 몸으로 공사를 진행 중인 아사달을 만나면 그의 믿음을 흐트러뜨리게 될 것이라는 생각에 먼 발치에서 남편을 바라보려 했다. 아사녀는 작은 못을 들여다 보며 남편을 기다렸고, 결국 못에 몸을 던지고 말았다. 후에 이 못을 영지라고 불렀고, 석가탑은 무영탑이라 불렸다.

## 사건 사고
1966년 10월 13일 보수 공사를 위해 석가탑 해체 작업을 하고 있던 도중, 2층 옥개석을 들어올리던 도르래가 붕괴하여 옥개석이 추락하여 훼손되는 사건이 발생했다.

## 사리장엄구
1966년 가을, 도굴로 인해 석가탑이 일부 훼손되는 사건이 발생하였다. 도굴사건 2층 탑신석 상면 중앙 사리공 내에 봉안되어 있었던 사리장엄구가 발견되었다. 사리공은 가로·세로 41cm, 깊이 19cm로 구성되었으며, 사리공 중앙에는 금동제 사리 외함이 안치되었고, 주위에는 동경, 비천상, 구슬, 목제소탑 등의 공양물들이 납입되어 있었다.

## 기타
사찰에서 쌍탑은 보통 모양이 똑같거나 아주 흡사해 동탑, 서탑이라 부른다. 하지만 불국사(佛國寺)에서만 두 탑 모양이 다르고 이름도 다르다.  법화경 견보탑품 내용을 보면, 석가탑은 현재의 부처인 석가여래가 설법하는 내용을 표현한 탑이고, 다보탑은 과거의 부처인 다보여래가 불법을 증명하는 것을 상징하는 탑이다. 다보탑은 따라서 다보여래가 머무는 환상적인 궁전인 셈이다. 다보여래는 석가여래와 한 쌍을 이루기에 다보탑은 석가탑과 한 쌍이다

## 같이 보기
- 다보탑
- 불국사
- 무구정광대다라니경 - 국보 제126-6호
- 경주 불국사 삼층석탑 사리장엄구 - 국보 제126호

## 참고 자료
- 경주 불국사 삼층석탑 - 국가유산청 국가유산포털